# Pieter Casenbroot
Pieter Casenbroot (ook geschreven als Casenbroet, Casenbrood, Casinbroodt) was een Vlaams kunstschilder die in Brugge actief was aan het eind van de 15e eeuw. Hij werd geboren in Brugge in 1436 en kreeg zijn opleiding bij Arnaud de Mol. Hij werd als meester opgenomen in het Brugse ambacht van beelden- en zadelmakers, waar ook de schilders toe behoorden, in 1459. Hij overleed in Brugge in 1504 of 1505. Pieter Casenbroot maakte deel uit van de kunststroming die gekend is als de Vlaamse Primitieven. 

## Biografie
Casenbroot had een lange en succesvolle loopbaan als meesterschilder. Uit de archieven van de gilde blijkt dat hij in de loop van zijn carrière zeven leerjongens een opleiding gaf, wat laat veronderstellen dat hij een bloeiend atelier had. Hij figureert op de lijst van poorters die moesten bijdragen aan een gedwongen lening tijdens de oorlogsjaren van 1490-1491, wat bewijst dat het hem financieel voor de wind ging. Hij moet bovendien een belangrijk burger geweest zijn, want hij was lid van de delegatie die op 16 november 1490 met graaf Engelbert van Nassau over een vredesakkoord onderhandelde.
Hij bekleedde talrijke bestuursmandaten in zijn ambacht  en was gedurende lange tijd bestuurslid van de kruisboogschuttersgilde van Sint Joris en gildebroeder in de broederschap van Onze-Lieve-Vrouw-ter-Snee. Hoewel we de man dus vrij goed kunnen situeren als poorter van Brugge weten we nagenoeg niets van zijn werk als schilder.

## Toewijzing

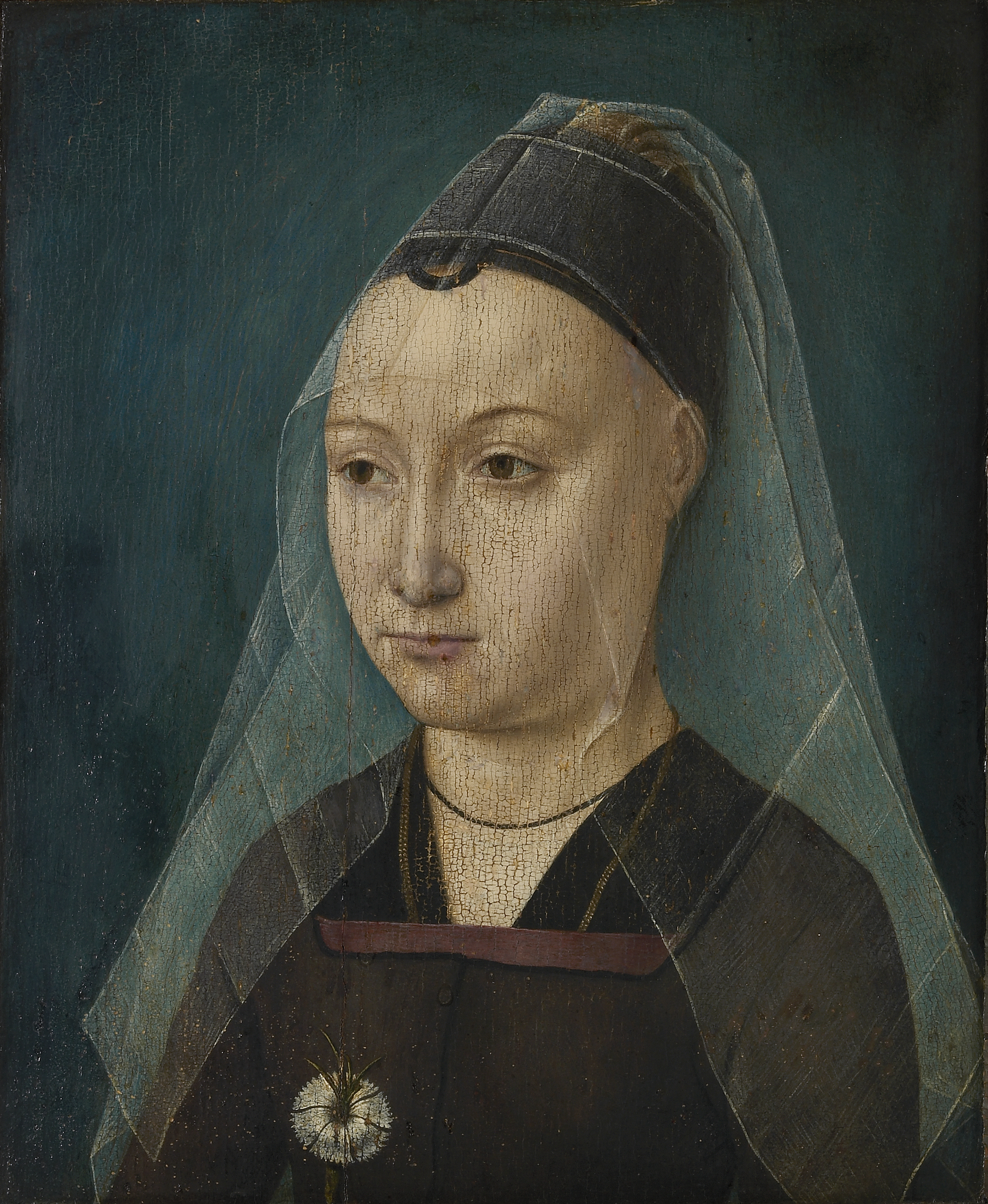
Meester van de legende van de Heilige Ursula, misschien Pieter Casenbroot, Portret van een dame met een anjer, ca. 1500, Museum Mayer van den Bergh, Antwerpen

Albert Janssens bestudeerde de anonieme Meesters van de Lucia- en Ursulalegende. Op basis van de periode van activiteit en de vermoedelijke overlijdensdatum, kwamen vier schilders in aanmerking voor deze beide meesters. Daarvan vallen Jan Dhervy en Jan Fabiaen af omwille van hun opleiding buiten Brugge en wat Fabiaen betreft zijn veel latere overlijdensdatum. Van de overblijvende artiesten Fransoys vanden Pitte en Pieter Casenbroot is er dus een waarschijnlijk de Meester van de Ursulalegende en de andere de Meester van de Lucia Legende. Aan de Meester van de Ursulalege worden nagenoeg alleen kleine werken toegeschreven die een verwantschap met de miniatuurschildering vertonen. De beschrijving van de opdrachten van de stad aan Fransoys vanden Pitte betreffen altijd grootschalige werken. Op basis van deze bevindingen is een identificatie van de Meester van de Ursulalegende met Pieter Casenbroot het meest waarschijnlijk. Die identificatie was ook vroeger al voorgesteld, overigens op andere gronden.
Deze Meester was in zijn stijl beïnvloed door Hans Memling en Gerard David en ook de invloed van Rogier van der Weyden en Hugo van der Goes is duidelijk herkenbaar in zijn werk. Typisch aan zijn werk zijn de kleine afbeeldingen van de meeste van zijn werken en de stijl die dikwijls doet denken aan de miniatuurschilderkunst die gebruikt werd om handschriften te verluchten.  De Meester was een van de belangrijkste en meest productieve schilders in het derde kwart van de 15e eeuw in Brugge, naast Memling en Gerard David. Hij had belangrijke klanten zoals de Portinari's en kreeg opdrachten van belangrijke kloosters in Brugge. Blijkbaar was deze meester een belangrijk schilder in zijn tijd.

## Belangrijkste werken
Hierbij vindt men een lijst van de belangrijkste werken die aan de Meester van de Ursulalegende worden toegeschreven en die volgens de stelling van Albert Janssens van de hand van Pieter Casenbroot zijn,  hoewel deze these niet algemeen aanvaard wordt.
- Legende van de heilige Ursula, ca. 1482, Brugge, Groeningemuseum
- Madonna met Kind en drie schenkers, ca. 1486, , Antwerpen, Koninklijk Museum voor Schone Kunsten
- Epitaaf van Anna van Nieuwenhove, 1479-1482, New York, Metropolitan Museum of Art
- Mystieke huwelijk van de heiige Catharina, Detroit Institute of Arts
- St.Anna ten drieën met heiligen, ca. 1490, Brussel, Koninklijke Musea voor Schone Kunsten
- Triptiek van de annunciatie, ca. 1483, Indianapolis Museum of Art
- Triptiek van de geboorte, (1493-1499) Detroit Institute of Arts
- Diptiek met Lodovico Portinari
  - Madonna en kind, Cambridge (Massachusetts), Fogg Art Museum
  - Portret van Lodovico Portinari, ca. 1480, Philadelphia Museum of Art